# Pythonides lancea
Pythonides lancea é uma espécie de borboleta do gênero Pythonides.  

## Taxonomia
A espécie foi descrita em 1868 por William Chapman Hewitson. 